# Paragus ketenchievi
Paragus ketenchievi är en tvåvingeart som beskrevs av Barkalov och Goguzokov 2001. Paragus ketenchievi ingår i släktet stäppblomflugor, och familjen blomflugor. Inga underarter finns listade i Catalogue of Life.